# نظام نقدي

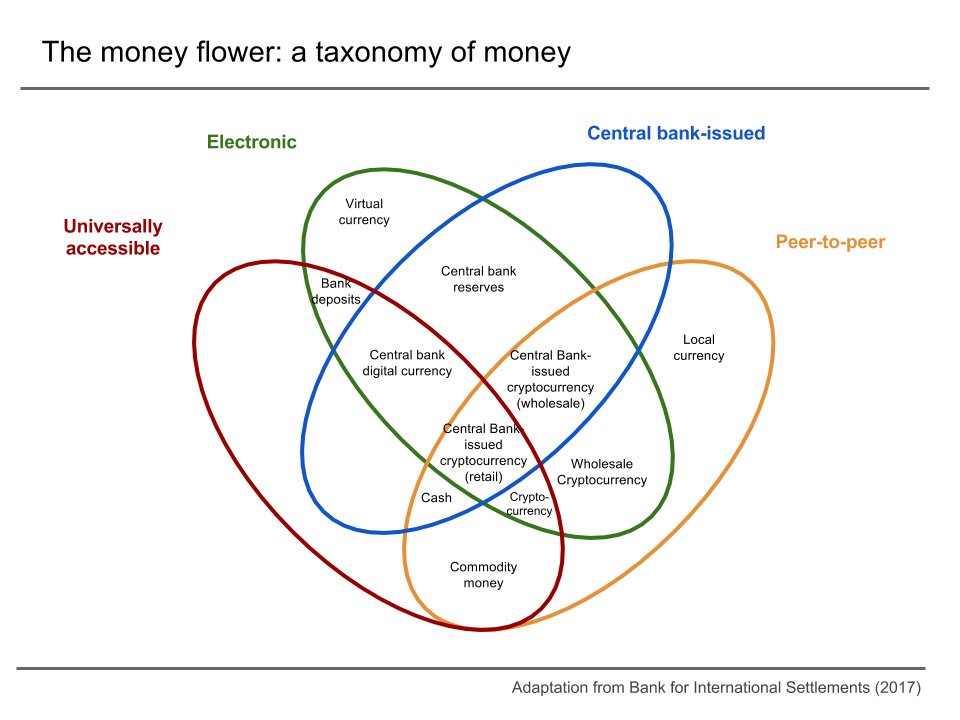

النظام النقدي هو مجموعة من الوسائل والمؤسسات السياسية التي عن طريقها تقدم الحكومة الأموال وتسيطر على موارد المال في أي اقتصاد.

## نظام النقود السلعية
نظام النقود السلعية هو نظام نقدي مثل معيار الذهب والذي تكون فيه السلعة مثل الذهب هي وحدة القيمة ومستخدمة بشكل فعلي مثل النقود أو أي نوع آخر من الأموال مثل الكمبيالات التي يمكن تحويلها إلى نقود عند الطلب. وكان هناك بديل تاريخي رُفض في القرن العشرين وهو نظام المعدنين، والمعروف أيضًا باسم «المعيار المزدوج» الذي يندرج تحته الذهب والفضة كـ عملة قانونية.

## النقود الإلزامية
يتمثل البديل لنظام النقود السلعية في النقود الإلزامية التي يتم تعريفها من قبل البنك المركزي أو القانون الحكومي أو «الإلزامي»، الذي يحدد العملة القانونية. في المعتاد، تكون النقود الإلزامية إما عملات ورقية أو عملات معدنية، ولكن من الممكن أيضًا أن تكون بيانات بسيطة مثل الموازنات والسجلات البنكية لبطاقات الائتمان أو بطاقات المدين.

## وصلات خارجية
- وثائق تاريخية تتضمن المناقشات والمناظرات المتعلقة باستخدام العديد من المعايير النقدية.